# Cerkev sv. Cirila in Metoda, Ljubljana (Bežigrad)
Cerkev sv. Cirila in Metoda je župnijska cerkev Župnije Ljubljana Bežigrad in spomenik državnega pomena.

## Zgodovina
Srednjeveška cerkev sv. Krištofa, ki je stala zunaj mesta ob cesti na Posavje in se v virih prvič omenja leta 1476, je bila v večkrat prenovljena oziroma predelana. Leta 1631 so bili v njej trije oltarji; poleg Krištofovega še Marijin in Kristusov. Po vizitacijskem zapisniku iz leta 1668 je imela odprto lopo, zvonik in zakristijo (zgrajeno okoli leta 1662), nad vrati lesen kor, od oltarjev pa je ostal samo še glavni. Barokizacija cerkve se je začela proti koncu 17. stoletja. V letih 1688–1689 so zgradili novo ladjo. Delo je začel stavbenik Marcello Ceresola, po njegovi smrti pa nadaljeval Francesco Ferrata. V njej so kmalu zatem sezidali na stebre oprto obokano pevsko emporo (1694). Vse kamnoseške stavbne elemente je izdelal Matej Potočnik. Postopoma so spremenili in dopolnili tudi cerkveno opremo. Mihael Kuša je leta 1696 izklesal kamnit oltar sv. Janeza Evangelista, Francesco Bombasi pa 1707 antependij kot njegovo dopolnilo. Za oltar štirih evangelistov je leta 1697 središčno podobo naslikal Ludvik de Clerick, antependij pa 1707 Janez Krstnik Hardt. V letih 1740–1741 je Gregor Maček obokal ladjo.
Prva cerkev sv. Krištofa je leta 1779 postala pokopališka kapela, saj je okrog nje nastalo osrednje ljubljansko pokopališče, ki se je raztezalo od današnje Dunajske ceste in do Zupančičeve jame. Leta 1906 so pokopališče ukinili, v enem delu pa so leta 1937–1938 uredili spominski park Navje.
Novo cerkev, ki je bila prizidana stari, je dogradil pater Kazimir Zakrajšek in je bila posvečena slovanskima blagovestnikoma sv. Cirilu in Metodu.
Za potrebe novoustanovljene Župnije Ljubljana - Bežigrad (1934) je arhitekt Jože Plečnik v letih 1933 in 1934 povečal baročno pokopališko cerkvico, delo arhitekta Gregorja Mačka. Posvetil jo je škof Gregorij Rožman 1. julija 1934. Na območju opuščenega pokopališča je Ljubljanska škofija zgradila Baragovo semenišče. 15. februarja 1954 je oblast izdala odločbo o graditvi Gospodarskega razstavišča zaradi česar naj bi porušili obe cerkvi. kljub tej nameri so maja leta 1956 župljani po Plečnikovem načrtu postavili nov glavni oltar.
V zimi 1957/1958 so po ukazu komunistične oblasti zaradi bližajočega kongresa Zveze komunistov Jugoslavije obe cerkvi podrli in na istem mestu, kot del Gospodarskega razstavišča, zgradili paviljon Jurček in obelisk v spomin na VII. kongres. Porušeni material cerkve so nosili na novo lokacijo cerkve na začetku Vodovodne ceste.
Škofija je dosegla, da je Plečnikov učenec, arhitekt Anton Bitenc, po Plečnikovih originalnih načrtih cerkev sv. Cirila in Metoda lahko ponovno zgradil na novi lokaciji. V cerkev sv. Cirila in Metoda na novi lokaciji je bila prenesena vsa premična oprema in tudi nekaj fragmentov baročne opreme iz podrte cerkve sv. Krištofa. Ponovno zgrajeno Plečnikovo cerkev je 16. novembra 1958 posvetil pomožni škof Anton Vovk.
Leta 1966 so pod vodstvom patra Romana Tominca prizidali še zvonik z veroučnimi učilnicami, delo arhitekta Antona Bitenca. Zvonik je narejen v zmerno modernističnem stilu.

## Notranja oprema
Cerkev ima vso originalno Plečnikovo opremo, preneseno iz porušene cerkve. Ohranjeni sta oltarni sliki slikarjev Izidorja Moleta in Leona Koporca ter vitraži Staneta Kregarja.